# Сельсоветы и поссоветы Вологодской области
Вологодская область после распада СССР сохранила систему сельсоветов и поссоветов.
Согласно Закону об административно-территориальном устройстве Вологодской области от 4 июня 1999 года, ст. 3:
- сельсовет — административно-территориальная единица области, которая объединяет в своих границах несколько сельских населённых пунктов, а также земли, входящие в состав территории данной административно-территориальной единицы;
- поссовет — административно-территориальная единица области, которая объединяет в своих границах посёлок городского типа и один или несколько сельских населённых пунктов, а также земли, входящие в состав территории данной административно-территориальной единицы.

На территории Вологодской области выделяются в общей сложности 368 сельсоветов и 3 поссовета, из них настоящим поссоветом является только 1, остальные 2 фактически представляют собой сельсоветы после преобразования административных центров в сельские населённые пункты.

## Список сельсоветов и поссоветов
Поссовет с городским населением выделен оранжевым цветом. Поссоветы с сельским населением выделены светло-серым цветом.
Сокращения
| адм. ц. — административный центр г. — город п. — посёлок с. — село с.н.п. — сельский населённый пункт рп — рабочий посёлок | АТЕ — административно-территориальная единица мун. обр. — муниципальное образование ГП — городское поселение СП — сельское поселение МР — муниципальный район |

| №   | Сельсовет (поссовет)  | Тип АТЕ                               | Район                 | Соответствие на уровне муниципального устройства                        | Комментарий                                                                               |
| --- | --------------------- | ------------------------------------- | --------------------- | ----------------------------------------------------------------------- | ----------------------------------------------------------------------------------------- |
| 1   | Абакановский          | сельсовет                             | Череповецкий          | Абакановское СП, Нелазское СП Череповецкого МР                          |                                                                                           |
| 2   | Авксентьевский        | сельсовет                             | Усть-Кубинский        | Богородское СП Усть-Кубинского МР                                       |                                                                                           |
| 3   | Азлецкий              | сельсовет                             | Харовский             | Шапшинское СП Харовского МР                                             |                                                                                           |
| 4   | Алёшинский            | сельсовет                             | Кирилловский          | Алёшинское СП Кирилловского МР                                          |                                                                                           |
| 5   | Алмозерский           | сельсовет                             | Вытегорский           | Алмозерское СП Вытегорского МР                                          |                                                                                           |
| 6   | Андомский             | сельсовет                             | Вытегорский           | Андомское СП Вытегорского МР                                            |                                                                                           |
| 7   | Андреевский           | сельсовет                             | Вашкинский            | Андреевское СП Вашкинского МР                                           |                                                                                           |
| 8   | Андроновский          | сельсовет                             | Кадуйский             | Никольское СП Кадуйского МР                                             |                                                                                           |
| 9   | Анненский             | сельсовет                             | Вытегорский           | Анненское СП Вытегорского МР                                            |                                                                                           |
| 10  | Аннинский             | сельсовет                             | Череповецкий          | СП Воскресенское мун. обр. Череповецкого МР                             |                                                                                           |
| 11  | Анохинский            | сельсовет                             | Грязовецкий           | СП Сидоровское мун. обр. Грязовецкого МР                                |                                                                                           |
| 12  | Антушевский           | сельсовет                             | Белозерский           | Антушевское СП Белозерского МР                                          |                                                                                           |
| 13  | Анхимовский           | сельсовет                             | Вытегорский           | Анхимовское СП Вытегорского МР                                          |                                                                                           |
| 14  | Аргуновский           | сельсовет                             | Никольский            | Аргуновское СП Никольского МР                                           |                                                                                           |
| 15  | Артюшинский           | сельсовет                             | Белозерский           | Артюшинское СП Белозерского МР                                          |                                                                                           |
| 16  | Архангельский         | сельсовет                             | Сокольский            | Архангельское СП Сокольского МР                                         |                                                                                           |
| 17  | Афанасовский          | сельсовет                             | Бабаевский            | Борисовское СП Бабаевского МР                                           | до 2001: Афонасовский                                                                     |
| 18  | Бабушкинский          | сельсовет                             | Бабушкинский          | Бабушкинское СП Бабушкинского МР                                        | единственный с.н.п.: с. имени Бабушкина                                                   |
| 19  | Байдаровский          | сельсовет                             | Никольский            | Никольское СП Никольского МР                                            |                                                                                           |
| 20  | Барановский           | сельсовет                             | Кадуйский             | СП Семизерье Кадуйского МР                                              |                                                                                           |
| 21  | Батранский            | сельсовет                             | Череповецкий          | СП Югское мун. обр. Череповецкого МР                                    |                                                                                           |
| 22  | Бекетовский           | сельсовет                             | Вожегодский           | Бекетовское СП Вожегодского МР                                          |                                                                                           |
| 23  | Белокрестский         | сельсовет                             | Чагодощенский         | Белокрестское СП Чагодощенского МР                                      |                                                                                           |
| 24  | Березниковский        | сельсовет                             | Бабушкинский          | Березниковское СП Бабушкинского МР                                      |                                                                                           |
| 25  | Березниковский        | сельсовет                             | Вологодский           | Новленское СП Вологодского МР                                           |                                                                                           |
| 26  | Березовский           | сельсовет                             | Нюксенский            | СП Нюксенское мун. обр. Нюксенского МР                                  |                                                                                           |
| 27  | Бечевинский           | сельсовет                             | Белозерский           | Антушевское СП Белозерского МР                                          |                                                                                           |
| 28  | Биряковский           | сельсовет                             | Сокольский            | Биряковское СП Сокольского МР                                           |                                                                                           |
| 29  | Бобровский            | сельсовет                             | Нюксенский            | СП Нюксенское мун. обр. Нюксенского МР                                  |                                                                                           |
| 30  | Богородский           | сельсовет                             | Усть-Кубинский        | Богородское СП Усть-Кубинского МР                                       |                                                                                           |
| 31  | Бойловский            | сельсовет                             | Кадуйский             | Никольское СП Кадуйского МР                                             |                                                                                           |
| 32  | Большедворский        | сельсовет                             | Череповецкий          | Уломское СП Череповецкого МР                                            |                                                                                           |
| 33  | Борисовский           | сельсовет                             | Бабаевский            | Борисовское СП Бабаевского МР                                           |                                                                                           |
| 34  | Борисовский           | сельсовет                             | Вологодский           | Кубенское СП Вологодского МР                                            |                                                                                           |
| 35  | Борисовский           | сельсовет                             | Чагодощенский         | Белокрестское СП Чагодощенского МР                                      |                                                                                           |
| 36  | Боровецкий            | сельсовет                             | Сокольский            | Пригородное СП Сокольского МР                                           |                                                                                           |
| 37  | Ботановский           | сельсовет                             | Междуреченский        | Ботановское СП Междуреченского МР                                       |                                                                                           |
| 38  | Брусенский            | сельсовет                             | Нюксенский            | Городищенское СП Нюксенского МР                                         |                                                                                           |
| 39  | Брусноволовский       | сельсовет                             | Нюксенский            | Городищенское СП Нюксенского МР                                         |                                                                                           |
| 40  | Васильевский          | сельсовет                             | Вашкинский            | Андреевское СП Вашкинского МР                                           |                                                                                           |
| 41  | Вахневский            | сельсовет                             | Никольский            | Никольское СП Никольского МР                                            |                                                                                           |
| 42  | Ведерковский          | сельсовет                             | Грязовецкий           | СП Комьянское мун. обр. Грязовецкого МР                                 |                                                                                           |
| 43  | Великодворский        | сельсовет                             | Бабушкинский          | Миньковское СП Бабушкинского МР                                         |                                                                                           |
| 44  | Великодворский        | сельсовет                             | Тотемский             | СП Великодворское мун. обр. Тотемского МР                               |                                                                                           |
| 45  | Великосельский        | сельсовет                             | Кадуйский             | Никольское СП Кадуйского МР                                             |                                                                                           |
| 46  | Вепревский            | сельсовет                             | Вологодский           | Кубенское СП Вологодского МР                                            |                                                                                           |
| 47  | Верхневарженский      | сельсовет                             | Великоустюгский       | Верхневарженское СП Великоустюгского МР                                 |                                                                                           |
| 48  | Верхнеентальский      | сельсовет                             | Кичменгско-Городецкий | Енангское СП Кичменгско-Городецкого МР                                  |                                                                                           |
| 49  | Верхнекемский         | сельсовет                             | Никольский            | Кемское СП Никольского МР                                               |                                                                                           |
| 50  | Верхнекокшеньгский    | сельсовет                             | Тарногский            | Тарногское СП Тарногского МР                                            | до 2001: Верхнекокшенгский                                                                |
| 51  | Верхнераменский       | сельсовет                             | Усть-Кубинский        | Богородское СП Усть-Кубинского МР                                       |                                                                                           |
| 52  | Верхнеспасский        | сельсовет                             | Тарногский            | Спасское СП Тарногского МР                                              |                                                                                           |
| 53  | Верхнетерменгский     | сельсовет                             | Верховажский          | Чушевицкое СП Верховажского МР                                          |                                                                                           |
| 54  | Верхнетолшменский     | сельсовет                             | Тотемский             | СП Толшменское мун. обр. Тотемского МР                                  |                                                                                           |
| 55  | Верхнешарденгский     | сельсовет                             | Великоустюгский       | Усть-Алексеевское СП Великоустюгского МР                                |                                                                                           |
| 56  | Верхний               | сельсовет                             | Бабаевский            | Борисовское СП Бабаевского МР                                           |                                                                                           |
| 57  | Верховажский          | сельсовет                             | Верховажский          | Верховажское СП Верховажского МР                                        |                                                                                           |
| 58  | Верховский            | сельсовет                             | Верховажский          | Верховское СП Верховажского МР                                          |                                                                                           |
| 59  | Верховский            | сельсовет                             | Тарногский            | Верховское СП Тарногского МР                                            |                                                                                           |
| 60  | Визьменский           | сельсовет                             | Белозерский           | Артюшинское СП Белозерского МР                                          |                                                                                           |
| 61  | Викторовский          | сельсовет                             | Великоустюгский       | Заречное СП Великоустюгского МР                                         |                                                                                           |
| 62  | Вожбальский           | сельсовет                             | Тотемский             | Калининское СП Тотемского МР                                            |                                                                                           |
| 63  | Вожегодский           | сельсовет                             | Вожегодский           | Вожегодское ГП Вожегодского МР                                          |                                                                                           |
| 64  | Волковский            | сельсовет                             | Бабаевский            | Санинское СП Бабаевского МР                                             |                                                                                           |
| 65  | Володинский           | сельсовет                             | Бабаевский            | Бабаевское СП Бабаевского МР                                            |                                                                                           |
| 66  | Волокославинский      | сельсовет                             | Кирилловский          | Николоторжокское СП Кирилловского МР                                    |                                                                                           |
| 67  | Воробьёвский          | сельсовет                             | Сокольский            | Воробьёвское СП Сокольского МР                                          |                                                                                           |
| 68  | Воскресенский         | сельсовет                             | Череповецкий          | СП Воскресенское мун. обр. Череповецкого МР                             |                                                                                           |
| 69  | Востровский           | сельсовет                             | Нюксенский            | Востровское СП Нюксенского МР                                           |                                                                                           |
| 70  | Вотчинский            | сельсовет                             | Вологодский           | Новленское СП Вологодского МР                                           |                                                                                           |
| 71  | Вохтогский            | сельсовет                             | Грязовецкий           | ГП Вохтожское мун. обр. Грязовецкого МР                                 |                                                                                           |
| 72  | Враговский            | сельсовет                             | Междуреченский        | Сухонское СП Междуреченского МР                                         |                                                                                           |
| 73  | Высоковский           | сельсовет                             | Вологодский           | Кубенское СП Вологодского МР                                            |                                                                                           |
| 74  | Георгиевский          | сельсовет                             | Белозерский           | Артюшинское СП Белозерского МР                                          |                                                                                           |
| 75  | Глушковский           | сельсовет                             | Белозерский           | ГП город Белозерск, Глушковское СП Белозерского МР                      |                                                                                           |
| 76  | Голузинский           | сельсовет                             | Сямженский            | Ногинское СП Сямженского МР                                             |                                                                                           |
| 77  | Гончаровский          | сельсовет                             | Вологодский           | Майское СП Вологодского МР                                              |                                                                                           |
| 78  | Горицкий              | сельсовет                             | Кирилловский          | ГП город Кириллов Кирилловского МР                                      |                                                                                           |
| 79  | Городецкий            | сельсовет                             | Кичменгско-Городецкий | Городецкое СП Кичменгско-Городецкого МР                                 |                                                                                           |
| 80  | Городищенский         | сельсовет                             | Белозерский           | Шольское СП Белозерского МР                                             |                                                                                           |
| 81  | Городищенский         | сельсовет                             | Нюксенский            | Городищенское СП Нюксенского МР                                         |                                                                                           |
| 82  | Гулинский             | сельсовет                             | Белозерский           | Антушевское СП Белозерского МР                                          |                                                                                           |
| 83  | Двиницкий             | сельсовет                             | Сокольский            | Двиницкое СП Сокольского МР                                             |                                                                                           |
| 84  | Двиницкий             | сельсовет                             | Сямженский            | Двиницкое СП Сямженского МР                                             |                                                                                           |
| 85  | Девятинский           | сельсовет                             | Вытегорский           | Девятинское СП Вытегорского МР                                          |                                                                                           |
| 86  | Демьяновский          | сельсовет                             | Бабушкинский          | Бабушкинское СП Бабушкинского МР                                        |                                                                                           |
| 87  | Дмитриевский          | сельсовет                             | Нюксенский            | СП Нюксенское мун. обр. Нюксенского МР                                  |                                                                                           |
| 88  | Дмитриевский          | сельсовет                             | Череповецкий          | Абакановское СП, СП Воскресенское мун. обр. Череповецкого МР            |                                                                                           |
| 89  | Домозеровский         | сельсовет                             | Череповецкий          | СП Югское мун. обр. Череповецкого МР                                    |                                                                                           |
| 90  | Домшинский            | сельсовет                             | Шекснинский           | Угольское СП Шекснинского МР                                            |                                                                                           |
| 91  | Дубровский            | сельсовет                             | Бабаевский            | Бабаевское СП Бабаевского МР                                            |                                                                                           |
| 92  | Дубровский            | сельсовет                             | Устюженский           | СП Никольское мун. обр. Устюженского МР                                 |                                                                                           |
| 93  | Еловинский            | сельсовет                             | Кичменгско-Городецкий | Кичменгское СП Кичменгско-Городецкого МР                                |                                                                                           |
| 94  | Емельяновский         | сельсовет                             | Кичменгско-Городецкий | Городецкое СП Кичменгско-Городецкого МР                                 |                                                                                           |
| 95  | Енинский              | сельсовет                             | Белозерский           | Артюшинское СП Белозерского МР                                          |                                                                                           |
| 96  | Еремеевский           | сельсовет                             | Шекснинский           | Сиземское СП Шекснинского МР                                            |                                                                                           |
| 97  | Ершовский             | сельсовет                             | Шекснинский           | Ершовское СП Шекснинского МР                                            |                                                                                           |
| 98  | Железнодорожный       | сельсовет                             | Шекснинский           | Железнодорожное СП Шекснинского МР                                      |                                                                                           |
| 99  | Жерноковский          | сельсовет                             | Грязовецкий           | СП Перцевское мун. обр. Грязовецкого МР                                 |                                                                                           |
| 100 | Житьёвский            | сельсовет                             | Сямженский            | Ногинское СП Сямженского МР                                             |                                                                                           |
| 101 | Жубрининский          | сельсовет                             | Бабушкинский          | Рослятинское СП Бабушкинского МР                                        |                                                                                           |
| 102 | Заборский             | сельсовет                             | Тарногский            | Заборское СП Тарногского МР                                             |                                                                                           |
| 103 | Завражский            | сельсовет                             | Никольский            | Завражское СП Никольского МР                                            |                                                                                           |
| 104 | Заднесельский         | сельсовет                             | Усть-Кубинский        | Устьянское СП Усть-Кубинского МР                                        |                                                                                           |
| 105 | Залесский             | сельсовет                             | Устюженский           | СП Залесское мун. обр. Устюженского МР                                  |                                                                                           |
| 106 | Замошский             | сельсовет                             | Сокольский            | ГП город Кадников Сокольского МР                                        |                                                                                           |
| 107 | Заозерский            | сельсовет                             | Тотемский             | СП Мосеевское мун. обр. Тотемского МР                                   |                                                                                           |
| 108 | Захаровский           | сельсовет                             | Кичменгско-Городецкий | Городецкое СП Кичменгско-Городецкого МР                                 |                                                                                           |
| 109 | Зеленцовский          | сельсовет                             | Никольский            | Зеленцовское СП Никольского МР                                          |                                                                                           |
| 110 | Ивановоборский        | сельсовет                             | Кирилловский          | Алёшинское СП Кирилловского МР                                          |                                                                                           |
| 111 | Ивановский            | сельсовет                             | Вашкинский            | Андреевское СП Вашкинского МР                                           |                                                                                           |
| 112 | Ивановский            | сельсовет                             | Череповецкий          | СП Воскресенское мун. обр. Череповецкого МР                             |                                                                                           |
| 113 | Игмасский             | сельсовет                             | Нюксенский            | Игмасское СП Нюксенского МР, Рослятинское СП Бабушкинского МР           |                                                                                           |
| 114 | Идский                | сельсовет                             | Грязовецкий           | Миньковское СП Бабушкинского МР, СП Толшменское мун. обр. Тотемского МР |                                                                                           |
| 115 | Избоищский            | сельсовет                             | Чагодощенский         | Белокрестское СП Чагодощенского МР                                      |                                                                                           |
| 116 | Илезский              | сельсовет                             | Тарногский            | Илезское СП Тарногского МР                                              |                                                                                           |
| 117 | Ильинский             | сельсовет                             | Харовский             | Ильинское СП Харовского МР                                              |                                                                                           |
| 118 | Ильинский             | сельсовет                             | Череповецкий          | Мяксинское СП Череповецкого МР                                          |                                                                                           |
| 119 | имени Желябова        | поссовет / с.н.п. в подч. админ. р-на | Устюженский           | Желябовское СП Устюженского МР                                          | единственный с.н.п.: п. имени Желябова, до 2000: рп                                       |
| 120 | Ирдоматский           | сельсовет                             | Череповецкий          | Ирдоматское СП, СП Югское мун. обр. Череповецкого МР                    |                                                                                           |
| 121 | Кадниковский          | сельсовет                             | Вожегодский           | Кадниковское СП Вожегодского МР                                         |                                                                                           |
| 122 | Кадниковский          | сельсовет                             | Сокольский            | ГП город Кадников Сокольского МР                                        |                                                                                           |
| 123 | Казаковский           | сельсовет                             | Вытегорский           | Оштинское СП Вытегорского МР                                            |                                                                                           |
| 124 | Калининский           | сельсовет                             | Тотемский             | Калининское СП Тотемского МР                                            |                                                                                           |
| 125 | Каменский             | сельсовет                             | Грязовецкий           | ГП Вохтожское мун. обр. Грязовецкого МР                                 |                                                                                           |
| 126 | Камешниковский        | сельсовет                             | Шекснинский           | Ершовское СП Шекснинского МР                                            |                                                                                           |
| 127 | Кемский               | сельсовет                             | Вытегорский           | Кемское СП Вытегорского МР                                              |                                                                                           |
| 128 | Кипеловский           | сельсовет                             | Вологодский           | Старосельское СП Вологодского МР                                        |                                                                                           |
| 129 | Киснемский            | сельсовет                             | Вашкинский            | Киснемское СП Вашкинского МР                                            |                                                                                           |
| 130 | Кичменгский           | сельсовет                             | Кичменгско-Городецкий | Городецкое СП, Кичменгское СП Кичменгско-Городецкого МР                 |                                                                                           |
| 131 | Климовский            | сельсовет                             | Череповецкий          | Климовское СП Череповецкого МР                                          |                                                                                           |
| 132 | Климушинский          | сельсовет                             | Верховажский          | Нижне-Важское СП Верховажского МР                                       |                                                                                           |
| 133 | Коварзинский          | сельсовет                             | Кирилловский          | Ферапонтовское СП Кирилловского МР                                      |                                                                                           |
| 134 | Кокошиловский         | сельсовет                             | Сокольский            | Архангельское СП Сокольского МР                                         |                                                                                           |
| 135 | Коленгский            | сельсовет                             | Верховажский          | Коленгское СП Верховажского МР                                          |                                                                                           |
| 136 | Колкачский            | сельсовет                             | Кирилловский          | СП Талицкое мун. обр Кирилловского МР                                   |                                                                                           |
| 137 | Комоневский           | сельсовет                             | Бабаевский            | Вепсское нац. СП Бабаевского МР                                         |                                                                                           |
| 138 | Комьянский            | сельсовет                             | Грязовецкий           | СП Комьянское мун. обр. Грязовецкого МР                                 |                                                                                           |
| 139 | Коневский             | сельсовет                             | Вашкинский            | Киснемское СП Вашкинского МР                                            | единственный с.н.п.: п. Новокемский                                                       |
| 140 | Коробицинский         | сельсовет                             | Сямженский            | Ногинское СП Сямженского МР                                             |                                                                                           |
| 141 | Коротецкий            | сельсовет                             | Кирилловский          | Чарозерское СП Кирилловского МР                                         |                                                                                           |
| 142 | Коротовский           | сельсовет                             | Череповецкий          | Уломское СП Череповецкого МР                                            |                                                                                           |
| 143 | Косиковский           | сельсовет                             | Бабушкинский          | Бабушкинское СП Бабушкинского МР                                        |                                                                                           |
| 144 | Космаревский          | сельсовет                             | Нюксенский            | Городищенское СП Нюксенского МР                                         |                                                                                           |
| 145 | Коштугский            | сельсовет                             | Вытегорский           | Оштинское СП Вытегорского МР                                            |                                                                                           |
| 146 | Красавинский          | сельсовет                             | Великоустюгский       | ГП Красавино, Красавинское СП Великоустюгского МР                       |                                                                                           |
| 147 | Краснополянский       | сельсовет                             | Никольский            | Краснополянское СП Никольского МР                                       |                                                                                           |
| 148 | Кубенский             | сельсовет                             | Вологодский           | Кубенское СП Вологодского МР                                            |                                                                                           |
| 149 | Кубинский             | сельсовет                             | Харовский             | Кубенское СП Харовского МР                                              |                                                                                           |
| 150 | Куйский нац. вепсский | сельсовет                             | Бабаевский            | Вепсское нац. СП Бабаевского МР                                         | до 1999: Куйский Нац. Вепсский                                                            |
| 151 | Кукшевский            | сельсовет                             | Белозерский           | Антушевское СП Белозерского МР                                          |                                                                                           |
| 152 | Кулибаровский         | сельсовет                             | Бабушкинский          | Миньковское СП Бабушкинского МР                                         |                                                                                           |
| 153 | Кумбисерский          | сельсовет                             | Никольский            | Никольское СП Никольского МР                                            |                                                                                           |
| 154 | Кумзерский            | сельсовет                             | Харовский             | Шапшинское СП Харовского МР                                             |                                                                                           |
| 155 | Куностьский           | сельсовет                             | Белозерский           | ГП город Белозерск, Куностьское СП Белозерского МР                      |                                                                                           |
| 156 | Куриловский           | сельсовет                             | Кичменгско-Городецкий | Кичменгское СП Кичменгско-Городецкого МР                                |                                                                                           |
| 157 | Леденьгский           | сельсовет                             | Бабушкинский          | Бабушкинское СП Бабушкинского МР                                        |                                                                                           |
| 158 | Лежский               | сельсовет                             | Грязовецкий           | СП Сидоровское мун. обр. Грязовецкого МР                                |                                                                                           |
| 159 | Лентьевский           | сельсовет                             | Устюженский           | Желябовское СП, СП Лентьевское мун. обр. Устюженского МР                |                                                                                           |
| 160 | Лесковский            | сельсовет                             | Вологодский           | Сосновское СП Вологодского МР                                           |                                                                                           |
| 161 | Липецкий              | сельсовет                             | Верховажский          | Липецкое СП Верховажского МР                                            |                                                                                           |
| 162 | Липино-Борский        | сельсовет                             | Вашкинский            | Липиноборское СП Вашкинского МР                                         |                                                                                           |
| 163 | Липино-Каликинский    | сельсовет                             | Вожегодский           | Бекетовское СП Вожегодского МР                                          |                                                                                           |
| 164 | Липовский             | сельсовет                             | Кирилловский          | СП Липовское Кирилловского МР                                           |                                                                                           |
| 165 | Лобовский             | сельсовет                             | Никольский            | Никольское СП Никольского МР                                            |                                                                                           |
| 166 | Логдузский            | сельсовет                             | Бабушкинский          | Подболотное СП Бабушкинского МР                                         |                                                                                           |
| 167 | Ломоватский           | сельсовет                             | Великоустюгский       | Ломоватское СП Великоустюгского МР                                      |                                                                                           |
| 168 | Лохотский             | сельсовет                             | Тарногский            | Заборское СП Тарногского МР                                             |                                                                                           |
| 169 | Лукинский             | сельсовет                             | Чагодощенский         | Белокрестское СП Чагодощенского МР                                      |                                                                                           |
| 170 | Любомировский         | сельсовет                             | Шекснинский           | Угольское СП Шекснинского МР                                            |                                                                                           |
| 171 | Мазский               | сельсовет                             | Кадуйский             | СП Семизерье Кадуйского МР                                              |                                                                                           |
| 172 | Макачевский           | сельсовет                             | Вытегорский           | Андомское СП Вытегорского МР                                            |                                                                                           |
| 173 | Малечкинский          | сельсовет                             | Череповецкий          | Малечкинское СП Череповецкого МР                                        |                                                                                           |
| 174 | Маныловский           | сельсовет                             | Тотемский             | СП Погореловское мун. обр., СП Толшменское мун. обр. Тотемского МР      |                                                                                           |
| 175 | Марденгский           | сельсовет                             | Великоустюгский       | Марденгское СП Великоустюгского МР                                      |                                                                                           |
| 176 | Марковский            | сельсовет                             | Вологодский           | Подлесное СП Вологодского МР                                            |                                                                                           |
| 177 | Маркушевский          | сельсовет                             | Тарногский            | Маркушевское СП Тарногского МР                                          |                                                                                           |
| 178 | Марьинский            | сельсовет                             | Вожегодский           | Явенгское СП Вожегодского МР                                            |                                                                                           |
| 179 | Матвеевский           | сельсовет                             | Тотемский             | Пятовское СП Тотемского МР                                              |                                                                                           |
| 180 | Мегорский             | сельсовет                             | Вытегорский           | Оштинское СП Вытегорского МР                                            |                                                                                           |
| 181 | Мегринский            | сельсовет                             | Чагодощенский         | Белокрестское СП Чагодощенского МР                                      |                                                                                           |
| 182 | Медведевский          | сельсовет                             | Тотемский             | Пятовское СП Тотемского МР                                              |                                                                                           |
| 183 | Мезженский            | сельсовет                             | Устюженский           | СП Мезженское мун. обр. Устюженского МР                                 |                                                                                           |
| 184 | Мерёжский             | сельсовет                             | Устюженский           | СП Лентьевское мун. обр. Устюженского МР                                |                                                                                           |
| 185 | Мигачевский           | сельсовет                             | Кирилловский          | Алёшинское СП Кирилловского МР                                          |                                                                                           |
| 186 | Милофановский         | сельсовет                             | Никольский            | Зеленцовское СП Никольского МР                                          |                                                                                           |
| 187 | Минькинский           | сельсовет                             | Грязовецкий           | СП Юровское мун. обр. Грязовецкого МР                                   |                                                                                           |
| 188 | Миньковский           | сельсовет                             | Бабушкинский          | Миньковское СП Бабушкинского МР                                         |                                                                                           |
| 189 | Митенский             | сельсовет                             | Усть-Кубинский        | Высоковское СП Усть-Кубинского МР                                       |                                                                                           |
| 190 | Митюковский           | сельсовет                             | Вожегодский           | Ючкинское СП Вожегодского МР                                            |                                                                                           |
| 191 | Михайловский          | сельсовет                             | Харовский             | Харовское СП Харовского МР                                              |                                                                                           |
| 192 | Мишутинский           | сельсовет                             | Вожегодский           | Мишутинское СП Вожегодского МР                                          |                                                                                           |
| 193 | Моденский             | сельсовет                             | Устюженский           | Желябовское СП, СП Лентьевское мун. обр. Устюженского МР                |                                                                                           |
| 194 | Морозовский           | сельсовет                             | Верховажский          | Морозовское СП Верховажского МР                                         |                                                                                           |
| 195 | Мосеевский            | сельсовет                             | Тотемский             | СП Мосеевское мун. обр. Тотемского МР                                   |                                                                                           |
| 196 | Мусорский             | сельсовет                             | Череповецкий          | СП Югское мун. обр. Череповецкого МР                                    |                                                                                           |
| 197 | Мяксинский            | сельсовет                             | Череповецкий          | Мяксинское СП Череповецкого МР                                          |                                                                                           |
| 198 | Наумовский            | сельсовет                             | Верховажский          | Нижне-Важское СП Верховажского МР                                       |                                                                                           |
| 199 | Нелазский             | сельсовет                             | Череповецкий          | Нелазское СП Череповецкого МР                                           |                                                                                           |
| 200 | Несвойский            | сельсовет                             | Вологодский           | Кубенское СП Вологодского МР                                            |                                                                                           |
| 201 | Нестеровский          | сельсовет                             | Сокольский            | Архангельское СП Сокольского МР                                         |                                                                                           |
| 202 | Нефедовский           | сельсовет                             | Вологодский           | Новленское СП Вологодского МР                                           |                                                                                           |
| 203 | Нигинский             | сельсовет                             | Никольский            | Краснополянское СП, Никольское СП Никольского МР                        |                                                                                           |
| 204 | Нижнеенангский        | сельсовет                             | Кичменгско-Городецкий | Енангское СП Кичменгско-Городецкого МР                                  |                                                                                           |
| 205 | Нижнеентальский       | сельсовет                             | Кичменгско-Городецкий | Енангское СП Кичменгско-Городецкого МР                                  |                                                                                           |
| 206 | Нижнеерогодский       | сельсовет                             | Великоустюгский       | Марденгское СП Великоустюгского МР                                      |                                                                                           |
| 207 | Нижнекемский          | сельсовет                             | Никольский            | Кемское СП Никольского МР                                               |                                                                                           |
| 208 | Нижнекулойский        | сельсовет                             | Верховажский          | Нижнекулойское СП Верховажского МР                                      |                                                                                           |
| 209 | Нижнепеченгский       | сельсовет                             | Тотемский             | Пятовское СП Тотемского МР                                              |                                                                                           |
| 210 | Нижнеслободский       | сельсовет                             | Вожегодский           | Нижнеслободское СП Вожегодского МР                                      |                                                                                           |
| 211 | Нижнеспасский         | сельсовет                             | Тарногский            | Спасское СП Тарногского МР                                              |                                                                                           |
| 212 | Нижнешарденгский      | сельсовет                             | Великоустюгский       | Трегубовское СП Великоустюгского МР                                     |                                                                                           |
| 213 | Никифоровский         | сельсовет                             | Устюженский           | СП мун. обр. Никифоровское Устюженского МР                              |                                                                                           |
| 214 | Николо-Раменский      | сельсовет                             | Череповецкий          | Уломское СП Череповецкого МР                                            |                                                                                           |
| 215 | Николо-Торжский       | сельсовет                             | Кирилловский          | Николоторжокское СП Кирилловского МР                                    |                                                                                           |
| 216 | Никольский            | сельсовет                             | Кадуйский             | Никольское СП Кадуйского МР                                             |                                                                                           |
| 217 | Никольский            | сельсовет                             | Тотемский             | СП Толшменское мун. обр. Тотемского МР                                  |                                                                                           |
| 218 | Никольский            | сельсовет                             | Усть-Кубинский        | Устьянское СП Усть-Кубинского МР                                        |                                                                                           |
| 219 | Никольский            | сельсовет                             | Устюженский           | СП Никольское мун. обр. Устюженского МР                                 |                                                                                           |
| 220 | Никольский            | сельсовет                             | Шекснинский           | Никольское СП Шекснинского МР                                           |                                                                                           |
| 221 | Нифантовский          | сельсовет                             | Шекснинский           | Нифантовское СП Шекснинского МР                                         |                                                                                           |
| 222 | Новленский            | сельсовет                             | Вологодский           | Новленское СП Вологодского МР                                           |                                                                                           |
| 223 | Новолукинский         | сельсовет                             | Бабаевский            | Борисовское СП Бабаевского МР                                           |                                                                                           |
| 224 | Новостаринский        | сельсовет                             | Бабаевский            | Борисовское СП Бабаевского МР                                           |                                                                                           |
| 225 | Ногинский             | сельсовет                             | Сямженский            | Ногинское СП Сямженского МР                                             |                                                                                           |
| 226 | Ноземский             | сельсовет                             | Междуреченский        | Старосельское СП Междуреченского МР                                     |                                                                                           |
| 227 | Нюксенский            | сельсовет                             | Нюксенский            | СП Нюксенское мун. обр. Нюксенского МР                                  |                                                                                           |
| 228 | Огибаловский          | сельсовет                             | Вожегодский           | Тигинское СП Вожегодского МР                                            |                                                                                           |
| 229 | Озерецкий             | сельсовет                             | Тарногский            | Тарногское СП Тарногского МР                                            |                                                                                           |
| 230 | Октябрьский           | сельсовет                             | Вологодский           | Майское СП Вологодского МР                                              |                                                                                           |
| 231 | Олюшинский            | сельсовет                             | Верховажский          | Верховское СП Верховажского МР                                          |                                                                                           |
| 232 | Опокский              | сельсовет                             | Великоустюгский       | Опокское СП Великоустюгского МР                                         |                                                                                           |
| 233 | Орловский             | сельсовет                             | Великоустюгский       | Орловское СП Великоустюгского МР                                        |                                                                                           |
| 234 | Осиновский            | сельсовет                             | Никольский            | Краснополянское СП Никольского МР                                       |                                                                                           |
| 235 | Островский            | сельсовет                             | Вашкинский            | Андреевское СП Вашкинского МР                                           |                                                                                           |
| 236 | Оштинский             | сельсовет                             | Вытегорский           | Оштинское СП Вытегорского МР                                            |                                                                                           |
| 237 | Панинский             | сельсовет                             | Белозерский           | Артюшинское СП Белозерского МР                                          |                                                                                           |
| 238 | Парфёновский          | сельсовет                             | Великоустюгский       | Заречное СП Великоустюгского МР                                         |                                                                                           |
| 239 | Пельшемский           | сельсовет                             | Сокольский            | Пельшемское СП Сокольского МР                                           |                                                                                           |
| 240 | Первомайский          | сельсовет                             | Чагодощенский         | Первомайское СП Чагодощенского МР                                       |                                                                                           |
| 241 | Переселенческий       | сельсовет                             | Никольский            | Краснополянское СП Никольского МР                                       |                                                                                           |
| 242 | Пермасский            | сельсовет                             | Никольский            | Краснополянское СП Никольского МР                                       |                                                                                           |
| 243 | Перский               | сельсовет                             | Устюженский           | СП Устюженское мун. обр. Устюженского МР                                |                                                                                           |
| 244 | Перцевский            | сельсовет                             | Грязовецкий           | ГП Грязовецкое мун. обр., СП Перцевское мун. обр. Грязовецкого МР       |                                                                                           |
| 245 | Печенгский            | сельсовет                             | Кирилловский          | Чарозерское СП Кирилловского МР                                         |                                                                                           |
| 246 | Пиксимовский          | сельсовет                             | Вашкинский            | Киснемское СП Вашкинского МР                                            |                                                                                           |
| 247 | Плосковский           | сельсовет                             | Бабаевский            | Борисовское СП Бабаевского МР                                           |                                                                                           |
| 248 | Плосковский           | сельсовет                             | Грязовецкий           | СП Ростиловское мун. обр. Грязовецкого МР                               |                                                                                           |
| 249 | Плосковский           | сельсовет                             | Кичменгско-Городецкий | Кичменгское СП Кичменгско-Городецкого МР                                |                                                                                           |
| 250 | Погореловский         | сельсовет                             | Тотемский             | СП Погореловское мун. обр. Тотемского МР                                |                                                                                           |
| 251 | Погосский             | сельсовет                             | Кичменгско-Городецкий | Кичменгское СП Кичменгско-Городецкого МР                                |                                                                                           |
| 252 | Подболотный           | сельсовет                             | Бабушкинский          | Подболотное СП Бабушкинского МР                                         |                                                                                           |
| 253 | Подлесный             | сельсовет                             | Вологодский           | Подлесное СП Вологодского МР                                            |                                                                                           |
| 254 | Подольский            | сельсовет                             | Устюженский           | СП мун. обр. Никифоровское Устюженского МР                              |                                                                                           |
| 255 | Пожарский             | сельсовет                             | Бабаевский            | Борисовское СП Бабаевского МР                                           |                                                                                           |
| 256 | Покровский            | сельсовет                             | Вашкинский            | Киснемское СП Вашкинского МР                                            |                                                                                           |
| 257 | Покровский            | сельсовет                             | Великоустюгский       | Заречное СП Великоустюгского МР                                         |                                                                                           |
| 258 | Покровский            | сельсовет                             | Грязовецкий           | СП Юровское мун. обр. Грязовецкого МР                                   |                                                                                           |
| 259 | Покровский            | сельсовет                             | Чагодощенский         | Белокрестское СП Чагодощенского МР                                      |                                                                                           |
| 260 | Полежаевский          | сельсовет                             | Никольский            | Краснополянское СП Никольского МР                                       |                                                                                           |
| 261 | Пореченский           | сельсовет                             | Вашкинский            | Киснемское СП Вашкинского МР                                            |                                                                                           |
| 262 | Пригородный           | сельсовет                             | Сокольский            | Пригородное СП Сокольского МР                                           |                                                                                           |
| 263 | Прилукский            | сельсовет                             | Вологодский           | Прилукское СП Вологодского МР                                           |                                                                                           |
| 264 | Пудегский             | сельсовет                             | Вологодский           | Старосельское СП Вологодского МР                                        |                                                                                           |
| 265 | Пунемский             | сельсовет                             | Вожегодский           | Бекетовское СП Вожегодского МР                                          |                                                                                           |
| 266 | Пыжугский             | сельсовет                             | Кичменгско-Городецкий | Кичменгское СП Кичменгско-Городецкого МР                                |                                                                                           |
| 267 | Пяжозерский           | сельсовет                             | Бабаевский            | Пяжозерское СП Бабаевского МР                                           |                                                                                           |
| 268 | Пятовский             | сельсовет                             | Тотемский             | Пятовское СП Тотемского МР                                              |                                                                                           |
| 269 | Рабоче-Крестьянский   | сельсовет                             | Вологодский           | Майское СП, Сосновское СП, Спасское СП Вологодского МР                  |                                                                                           |
| 270 | Разинский             | сельсовет                             | Харовский             | Кубенское СП Харовского МР                                              |                                                                                           |
| 271 | Раменский             | сельсовет                             | Вожегодский           | Явенгское СП Вожегодского МР                                            |                                                                                           |
| 272 | Раменский             | сельсовет                             | Сямженский            | Раменское СП Сямженского МР                                             |                                                                                           |
| 273 | Раменский             | сельсовет                             | Тарногский            | Маркушевское СП Тарногского МР                                          |                                                                                           |
| 274 | Раменский             | сельсовет                             | Шекснинский           | Ершовское СП Шекснинского МР                                            |                                                                                           |
| 275 | Режский               | сельсовет                             | Сямженский            | Ногинское СП Сямженского МР                                             |                                                                                           |
| 276 | Роксомский            | сельсовет                             | Вашкинский            | Андреевское СП Вашкинского МР                                           |                                                                                           |
| 277 | Рослятинский          | сельсовет                             | Бабушкинский          | Рослятинское СП Бабушкинского МР                                        |                                                                                           |
| 278 | Ростиловский          | сельсовет                             | Грязовецкий           | ГП Грязовецкое мун. обр., СП Ростиловское мун. обр. Грязовецкого МР     |                                                                                           |
| 279 | Саминский             | сельсовет                             | Вытегорский           | Андомское СП Вытегорского МР                                            |                                                                                           |
| 280 | Самотовинский         | сельсовет                             | Великоустюгский       | Самотовинское СП Великоустюгского МР                                    |                                                                                           |
| 281 | Санинский             | сельсовет                             | Бабаевский            | Санинское СП Бабаевского МР                                             |                                                                                           |
| 282 | Сараевский            | сельсовет                             | Кичменгско-Городецкий | Городецкое СП Кичменгско-Городецкого МР                                 |                                                                                           |
| 283 | Семёнковский          | сельсовет                             | Вологодский           | Семёнковское СП Вологодского МР                                         |                                                                                           |
| 284 | Семёновский           | сельсовет                             | Вытегорский           | Алмозерское СП Вытегорского МР                                          |                                                                                           |
| 285 | Семигородний          | сельсовет                             | Харовский             | Семигороднее СП Харовского МР; Ногинское СП Сямженского МР              |                                                                                           |
| 286 | Середский             | сельсовет                             | Тотемский             | СП Мосеевское мун. обр. Тотемского МР                                   |                                                                                           |
| 287 | Сибирский             | сельсовет                             | Верховажский          | Коленгское СП Верховажского МР                                          |                                                                                           |
| 288 | Сидоровский           | сельсовет                             | Грязовецкий           | СП Сидоровское мун. обр. Грязовецкого МР                                |                                                                                           |
| 289 | Сиземский             | сельсовет                             | Шекснинский           | Сиземское СП Шекснинского МР                                            |                                                                                           |
| 290 | Сиучский              | сельсовет                             | Бабаевский            | Бабаевское СП Бабаевского МР                                            |                                                                                           |
| 291 | Слободской            | сельсовет                             | Харовский             | Ильинское СП Харовского МР                                              |                                                                                           |
| 292 | Сосновский            | сельсовет                             | Вологодский           | Сосновское СП Вологодского МР                                           |                                                                                           |
| 293 | Сошневский            | сельсовет                             | Устюженский           | Желябовское СП Устюженского МР                                          |                                                                                           |
| 294 | Спасский              | сельсовет                             | Вологодский           | Спасское СП Вологодского МР                                             |                                                                                           |
| 295 | Старосельский         | сельсовет                             | Вологодский           | Старосельское СП Вологодского МР                                        |                                                                                           |
| 296 | Старосельский         | сельсовет                             | Междуреченский        | Старосельское СП Междуреченского МР                                     |                                                                                           |
| 297 | Стреленский           | сельсовет                             | Великоустюгский       | Опокское СП Великоустюгского МР                                         |                                                                                           |
| 298 | Судский               | сельсовет                             | Череповецкий          | Судское СП Череповецкого МР                                             | 1999: адм. ц., рп Суда, преобразован в с.н.п., поссовет преобразован в сельсовет          |
| 299 | Сурковский            | сельсовет                             | Череповецкий          | СП Югское мун. обр. Череповецкого МР                                    |                                                                                           |
| 300 | Сусоловский           | сельсовет                             | Великоустюгский       | Заречное СП Великоустюгского МР                                         |                                                                                           |
| 301 | Суховерховский        | сельсовет                             | Кирилловский          | ГП город Кириллов, Ферапонтовское СП Кирилловского МР                   |                                                                                           |
| 302 | Сухонский             | сельсовет                             | Междуреченский        | Сухонское СП Междуреченского МР                                         |                                                                                           |
| 303 | Сямженский            | сельсовет                             | Сямженский            | Сямженское СП Сямженского МР                                            | единственный с.н.п.: с. Сямжа                                                             |
| 304 | Тавенгский            | сельсовет                             | Вожегодский           | Тигинское СП Вожегодского МР                                            |                                                                                           |
| 305 | Талицкий              | сельсовет                             | Кирилловский          | СП Талицкое мун. обр Кирилловского МР                                   |                                                                                           |
| 306 | Тарногский            | сельсовет                             | Тарногский            | Тарногское СП Тарногского МР                                            | единственный с.н.п.: с. Тарногский Городок                                                |
| 307 | Телепшинский          | сельсовет                             | Череповецкий          | СП Югское мун. обр. Череповецкого МР                                    |                                                                                           |
| 308 | Теплогорский          | сельсовет                             | Великоустюгский       | Теплогорское СП Великоустюгского МР                                     |                                                                                           |
| 309 | Теребаевский          | сельсовет                             | Никольский            | Никольское СП Никольского МР                                            |                                                                                           |
| 310 | Терменгский           | сельсовет                             | Верховажский          | Нижне-Важское СП Верховажского МР                                       |                                                                                           |
| 311 | Тигинский             | сельсовет                             | Вожегодский           | Тигинское СП Вожегодского МР                                            |                                                                                           |
| 312 | Тимановский           | сельсовет                             | Бабушкинский          | Тимановское СП Бабушкинского МР                                         |                                                                                           |
| 313 | Тимошинский           | сельсовет                             | Бабаевский            | Вепсское нац. СП Бабаевского МР                                         |                                                                                           |
| 314 | Томашский             | сельсовет                             | Усть-Кубинский        | Устьянское СП Усть-Кубинского МР                                        |                                                                                           |
| 315 | Тоншаловский          | поссовет / сельсовет                  | Череповецкий          | Тоншаловское СП Череповецкого МР                                        | 2004: адм. ц., рп Тоншалово, преобразован в с.н.п.                                        |
| 316 | Тороповский           | сельсовет                             | Бабаевский            | Тороповское СП Бабаевского МР                                           |                                                                                           |
| 317 | Трегубовский          | сельсовет                             | Великоустюгский       | Трегубовское СП Великоустюгского МР                                     |                                                                                           |
| 318 | Троицкий              | сельсовет                             | Усть-Кубинский        | Троицкое СП Усть-Кубинского МР                                          |                                                                                           |
| 319 | Трофимовский          | сельсовет                             | Кичменгско-Городецкий | Городецкое СП Кичменгско-Городецкого МР                                 |                                                                                           |
| 320 | Тудозерский           | сельсовет                             | Вытегорский           | Андомское СП Вытегорского МР                                            |                                                                                           |
| 321 | Туровецкий            | сельсовет                             | Междуреченский        | Туровецкое СП Междуреченского МР                                        |                                                                                           |
| 322 | Угольский             | сельсовет                             | Шекснинский           | Угольское СП Шекснинского МР                                            |                                                                                           |
| 323 | Усть-Алексеевский     | сельсовет                             | Великоустюгский       | Усть-Алексеевское СП Великоустюгского МР                                |                                                                                           |
| 324 | Усть-Печенгский       | сельсовет                             | Тотемский             | СП Великодворское мун. обр., СП Калининское мун. обр. Тотемского МР     |                                                                                           |
| 325 | Устьрецкий            | сельсовет                             | Сямженский            | Ногинское СП Сямженского МР                                             |                                                                                           |
| 326 | Устьянский            | сельсовет                             | Усть-Кубинский        | Высоковское СП, Устьянское СП Усть-Кубинского МР                        | 2004: в состав сельсовета включено с. Устье, ранее рп                                     |
| 327 | Устюженский           | сельсовет                             | Устюженский           | СП Устюженское мун. обр. Устюженского МР                                |                                                                                           |
| 328 | Уфтюгский             | сельсовет                             | Нюксенский            | СП Нюксенское мун. обр. Нюксенского МР                                  |                                                                                           |
| 329 | Ухтомский             | сельсовет                             | Вашкинский            | Липиноборское СП Вашкинского МР                                         |                                                                                           |
| 330 | Федотовский           | сельсовет                             | Вологодский           | Федотовское СП Вологодского МР                                          | единственный с.н.п.: п. Федотово                                                          |
| 331 | Ферапонтовский        | сельсовет                             | Кирилловский          | Ферапонтовское СП Кирилловского МР                                      |                                                                                           |
| 332 | Фетининский           | сельсовет                             | Бабушкинский          | Миньковское СП Бабушкинского МР                                         |                                                                                           |
| 333 | Филинский             | сельсовет                             | Сямженский            | Ногинское СП Сямженского МР                                             |                                                                                           |
| 334 | Филисовский           | сельсовет                             | Усть-Кубинский        | Высоковское СП Усть-Кубинского МР                                       |                                                                                           |
| 335 | Фоминский             | сельсовет                             | Шекснинский           | Угольское СП Шекснинского МР                                            |                                                                                           |
| 336 | Фроловский            | сельсовет                             | Грязовецкий           | СП Перцевское мун. обр. Грязовецкого МР                                 |                                                                                           |
| 337 | Харовский             | сельсовет                             | Харовский             | Харовское СП Харовского МР                                              |                                                                                           |
| 338 | Хожаевский            | сельсовет                             | Междуреченский        | Ботановское СП Междуреченского МР                                       |                                                                                           |
| 339 | Хохловский            | поссовет                              | Кадуйский             | ГП посёлок Хохлово Кадуйского МР                                        |                                                                                           |
| 340 | Хрипелевский          | сельсовет                             | Устюженский           | СП Залесское мун. обр. Устюженского МР                                  |                                                                                           |
| 341 | Центральный           | сельсовет                             | Бабаевский            | Борисовское СП Бабаевского МР                                           |                                                                                           |
| 342 | Чарозерский           | сельсовет                             | Кирилловский          | Чарозерское СП Кирилловского МР                                         |                                                                                           |
| 343 | Чаромский             | сельсовет                             | Шекснинский           | Сиземское СП Шекснинского МР                                            |                                                                                           |
| 344 | Чёбсарский            | сельсовет                             | Шекснинский           | Чёбсарское СП Шекснинского МР                                           | 2011: адм. ц., рп Чёбсара, преобразован в с.н.п.; 2017: поссовет преобразован в сельсовет |
| 345 | Чупринский            | сельсовет                             | Кадуйский             | ГП мун. обр. посёлок Кадуй, СП Семизерье Кадуйского МР                  |                                                                                           |
| 346 | Чуровский             | сельсовет                             | Шекснинский           | Чуровское СП Шекснинского МР                                            |                                                                                           |
| 347 | Чучковский            | сельсовет                             | Сокольский            | Чучковское СП Сокольского МР                                            |                                                                                           |
| 348 | Чушевицкий            | сельсовет                             | Верховажский          | Чушевицкое СП Верховажского МР                                          |                                                                                           |
| 349 | Шалимовский           | сельсовет                             | Череповецкий          | СП Югское мун. обр. Череповецкого МР                                    |                                                                                           |
| 350 | Шапшинский            | сельсовет                             | Харовский             | Шапшинское СП Харовского МР                                             |                                                                                           |
| 351 | Шебеньгский           | сельсовет                             | Тарногский            | Тарногское СП Тарногского МР                                            | до 2001: Шебенгский                                                                       |
| 352 | Шевденицкий           | сельсовет                             | Тарногский            | Тарногское СП Тарногского МР                                            |                                                                                           |
| 353 | Шевницкий             | сельсовет                             | Харовский             | Кубенское СП Харовского МР                                              |                                                                                           |
| 354 | Шейбухтовский         | сельсовет                             | Междуреченский        | Сухонское СП Междуреченского МР                                         |                                                                                           |
| 355 | Шелотский             | сельсовет                             | Верховажский          | Шелотское СП Верховажского МР                                           |                                                                                           |
| 356 | Шемогодский           | сельсовет                             | Великоустюгский       | Заречное СП Великоустюгского МР                                         |                                                                                           |
| 357 | Шестаковский          | сельсовет                             | Кичменгско-Городецкий | Кичменгское СП Кичменгско-Городецкого МР                                |                                                                                           |
| 358 | Шольский              | сельсовет                             | Белозерский           | Шольское СП Белозерского МР                                             |                                                                                           |
| 359 | Шонгский              | сельсовет                             | Кичменгско-Городецкий | Городецкое СП, Кичменгское СП Кичменгско-Городецкого МР                 |                                                                                           |
| 360 | Щетинский             | сельсовет                             | Череповецкий          | Мяксинское СП Череповецкого МР                                          |                                                                                           |
| 361 | Югский                | сельсовет                             | Кичменгско-Городецкий | Кичменгское СП Кичменгско-Городецкого МР                                |                                                                                           |
| 362 | Юдинский              | сельсовет                             | Великоустюгский       | ГП город Великий Устюг, Юдинское СП Великоустюгского МР                 |                                                                                           |
| 363 | Юркинский             | сельсовет                             | Бабушкинский          | Миньковское СП Бабушкинского МР                                         |                                                                                           |
| 364 | Юровский              | сельсовет                             | Грязовецкий           | СП Юровское мун. обр. Грязовецкого МР                                   |                                                                                           |
| 365 | Юроченский            | сельсовет                             | Шекснинский           | Никольское СП Шекснинского МР                                           |                                                                                           |
| 366 | Ючкинский             | сельсовет                             | Вожегодский           | Ючкинское СП Вожегодского МР                                            |                                                                                           |
| 367 | Явенгский             | сельсовет                             | Вожегодский           | Явенгское СП Вожегодского МР                                            |                                                                                           |
| 368 | Ягановский            | сельсовет                             | Череповецкий          | Ягановское СП Череповецкого МР                                          |                                                                                           |
| 369 | Ягницкий              | сельсовет                             | Череповецкий          | Уломское СП Череповецкого МР                                            |                                                                                           |
| 370 | Янишевский            | сельсовет                             | Вытегорский           | Девятинское СП Вытегорского МР                                          | единственный с.н.п.: п. Янишево                                                           |
| 371 | Яргомжский            | сельсовет                             | Череповецкий          | Яргомжское СП Череповецкого МР                                          |                                                                                           |

## Упразднённые сельсоветы
Сельсоветы, упразднённые в результате объединения.
| № | Сельсовет    | Район           | Год  | Примечания                                                  |
| - | ------------ | --------------- | ---- | ----------------------------------------------------------- |
| 1 | Демьяновский | Грязовецкий     | 2004 | объединён с Вохтогским сельсоветом                          |
| 2 | Луженгский   | Великоустюгский | 2001 | разделён между Нижнеерогодским и Соматовинским сельсоветами |
| 3 | Сотозерский  | Белозерский     | 2000 | объединён с Шольским сельсоветом                            |
| 4 | Чистиковский | Бабаевский      | 2003 | объединён с Санинским сельсоветом                           |